# Mecanisme Affleck–Dine
En física teòrica, el mecanisme Affleck–Dine (mecanisme d'AD) és un mecanisme, postulat el 1985 pels físics Ian Affleck i Michael Dine de la Universitat de Princeton, per a explicar la bariogènesi a l'univers primordial immediatament després del big-bang. El mecanisme d'AD pretén explicar l'asimetria entre la matèria i antimatèria a l'univers actual.
En la teoria de supersimetria de física de partícules, els fermions (leptons i quarks normals) tenen associats uns companys bosons (unes noves partícules escalars) que porten nombres bariònics i leptònics. Quan aquestes darreres partícules decauen en fermions durant l'Univers primerenc, al voltant de l'escala de gran unificació, el nombre bariònic net que porten pot donar lloc a l'excés actualment observat de barions normals. Això succeeix a causa d'interaccions dels escalars amb el camp inflató, que resulta en violacions de la simetria CP.
El mecanisme d'AD ha de tenir lloc durant o després de la fase de reescalfament que va seguir la inflació còsmica. Això pot explicar perquè els valors de la massa neta de la matèria normal i de la matèria fosca són del mateix ordre de magnitud.